# Benjamin Guerard
Benjamin Guerard (* 1740 in Charleston, Province of South Carolina; † 21. Dezember 1788 ebenda) war ein US-amerikanischer Politiker und von 1783 bis 1785 Gouverneur von South Carolina.

## Frühe Jahre und politischer Aufstieg
Das genaue Geburtsdatum von Benjamin Guerard ist unbekannt. Die Quellen gehen aber von 1740 als seinem Geburtsjahr aus. Er studierte Jura und war anschließend als Rechtsanwalt tätig. Von 1765 bis 1769 war er Abgeordneter im kolonialen Parlament von South Carolina. Beim Ausbruch des Unabhängigkeitskrieges schloss er sich den amerikanischen Truppen an. Im Jahr 1780 geriet er für kurze Zeit in britische Kriegsgefangenschaft. Nach seiner Freilassung setzte er seine politische Laufbahn fort. Bereits 1779/80 war er Abgeordneter im Repräsentantenhaus von South Carolina gewesen. Es folgte ein Jahr im Senat von South Carolina, ehe er 1783 in das Abgeordnetenhaus zurückkehrte. In diesem Jahr war er Mitglied der amerikanischen Kommission, die mit den Briten über deren Abzug aus Charleston verhandelte.

## Gouverneur von South Carolina und Lebensabend
Nachdem er vom Abgeordnetenhaus zum Gouverneur gewählt worden war, trat er am 4. Februar 1783 sein Amt als Nachfolger von John Mathews an. Dieses Amt behielt er zwei Jahre bis zum 11. Februar 1785. Damit wurde er der erste Gouverneur von South Carolina nach dem Ende des Krieges. Es war die Zeit des Neuaufbaus. In seiner Amtszeit begann man auch mit dem systematischen Anbau von Baumwolle für den Export. Damals erhielt die Stadt Charleston offiziell ihren Namen; bis dahin hieß sie Charlestown. Nach Ablauf seiner Amtszeit lebte er in Charleston, wo er im Dezember 1788 starb.
Guerard heiratete 1766 Sarah Middleton, die 1775 auf einer Seereise nach New York City zusammen mit ihrem Sohn verstarb. Seine zweite Ehe mit Marianne Kennan 1786 blieb kinderlos.